# Резинка-пружинка

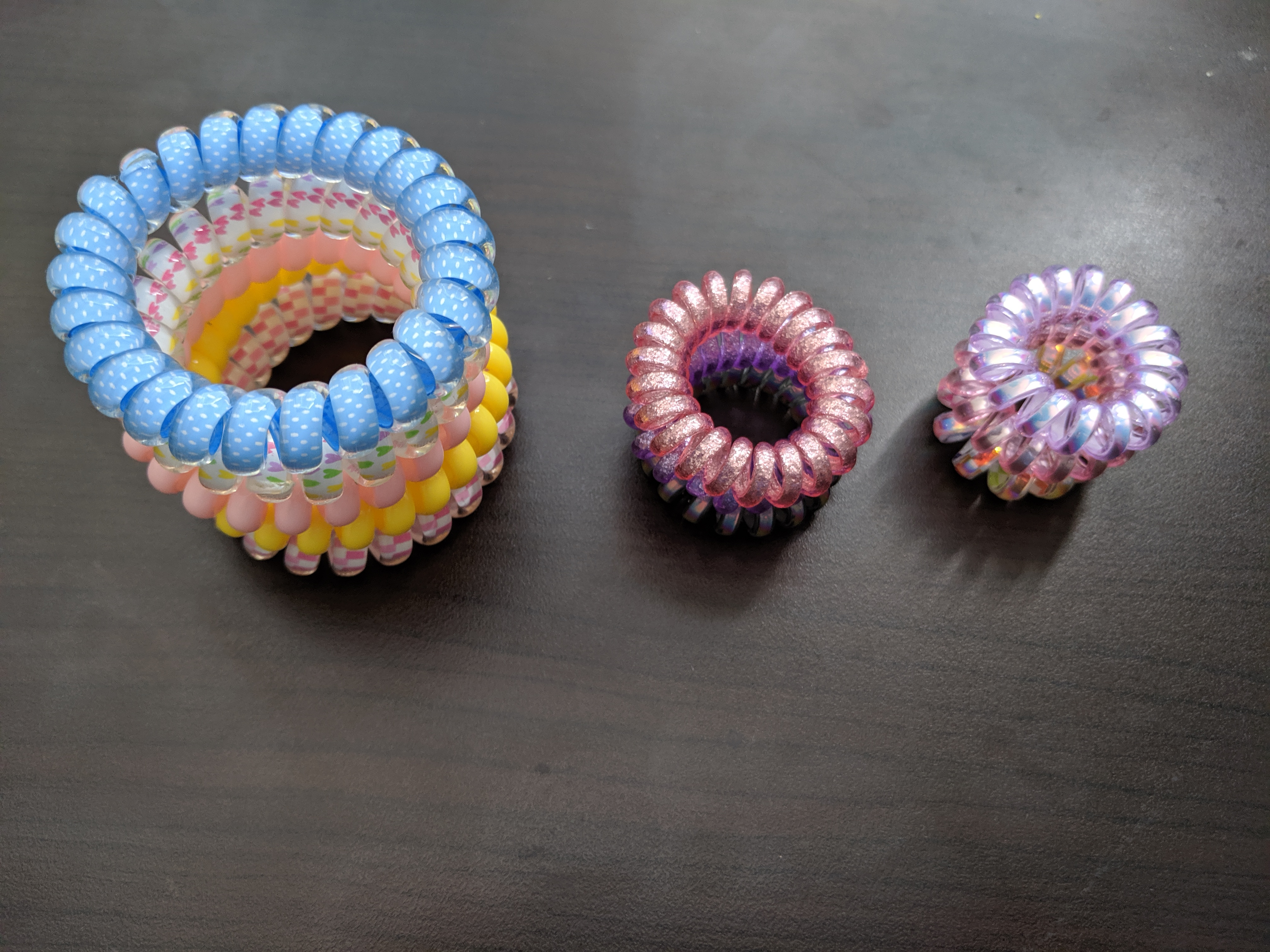

Резинка-пружинка — спиралевидная резинка для волос.

## История
Идея о создании спиралевидной резинки для волос пришла швейцарской предпринимательнице Софи Треллес-Тведе в возрасте 18 лет после университетской вечеринки, на которую нельзя было брать никаких вещей за исключением одежды. Для того, чтобы собрать в хвост свои волосы, девушка перевязала их шнуром от телефонной трубки. Утром она проснулась без головной боли, а на волосах не было заломов, которые часто появляются при использовании обычных резинок.
Затем Софи и её молодой человек начали работать над дизайном спиралевидных резинок, которые стали продавать в прозрачных коробках по три штуки. Один комплект стоил пять фунтов. К моменту окончания Треллес-Тведе университета оборот её компании по производству резинок для волос составлял пять миллионов фунтов.

## Особенности
Резинка слабо фиксирует волосы благодаря спиралевидной форме, за счёт которой происходит перераспределение нагрузки.